# 芮氏雙珠螺
芮氏雙珠螺（学名：Mastonia reevei）为左錐螺科雙珠螺屬下的一个种。